# عزلة التربة (إب)

تعديل مصدري - تعديل

عزلة التربة هي إحدى عزل مديرية السبرة في محافظة إب اليمنية ويبلغ تعداد سكانها 4638 نسمة حسب التعداد السكاني في اليمن لعام 2004.